# Limerență
Limerența sau iubirea nebunească este o stare psihică, de regulă experimentată involuntar, rezultând dintr-o atracție romantică față de o persoană, incluzând de obicei gânduri obsesive și fantazări privind acea persoană și o puternică dorință de iniția sau a menține o relație cu obiectul iubirii precum și de avea sentimentele împărtășite.

## Originea și definiția termenului
Termenul a fost introdus în anul 1979 de către psihologul american Dorothy Tennov în cartea sa Love and Limerence: The Experience of Being in Love, descriind un concept ce apărut în studiile ei din anii ’60 ai sec. al XX-lea, când a intervievat peste 500 de persoane pe tema experiențelor amoroase.
Limerența, care poate în subsidiar să fie dublată și de o atracție sexuală, a fost definită prin prisma efectelor sale potențial inspiraționale și în legătură cu teoria atașamentului. A fost, așadar, descrisă  ca „o stare involuntară și potențial inspiratoare de adorație și atașament față de un obiect limerent (L0), implicând gânduri obsesive și intruzive, sentimente și comportamente variate, de la euforie la disperare, în funcție de percepția de reciprocitate emoțională.
Teoria atașamentului subliniază faptul că „multe dintre cele mai intense emoții apar în timpul formării, menținerii, ruperii sau reînnoirii relațiilor de atașament”. S-a sugerat că „starea de limerență este experiența conștientă asupra motivației pe bază de stimulentelor de natură sexuală” în timpul formării atașamentului, „un fel de experiență subiectivă asupra stimulentelor de natură sexuală” în timpul „intensei  [...] etape de formare a unui cuplu”.